# Eric Phipps
Eric Clare Edmund Phipps, né le 27 octobre 1875 à Madrid et mort le 13 août 1945 à Londres, est un diplomate britannique qui fut ambassadeur à Berlin et à Paris à l'aube de la Seconde Guerre mondiale. 

## Famille
Phipps est le fils de Constantine Phipps, plus tard ambassadeur britannique en Belgique, et sa femme Maria Jane, née Miller-Mundy. Il est aussi l'arrière-petit-fils du lieutenant-général Colin Campbell (1776-1847) et de John Hindmarsh qui combattirent à Trafalgar, et d'Henry Phipps, 1er comte de Mulgrave.

## Formation et débuts
Enfant, il accompagne ses parents dans différents pays d'Europe où son père était en poste. Il poursuit ses études au King's College de Cambridge et à l'Université de Paris dont il est diplômé.
Il passe son concours d'entrée au service diplomatique en janvier 1899, puis est nommé attaché à Paris en 1899 et promu troisième secrétaire en janvier 1901.
En janvier 1905, il est envoyé à Constantinople, devenant 2e secrétaire en avril, puis retourne à Londres pour travailler au Foreign Office en septembre. En September 1906, il est nommé à Rome et en février 1909 il retourne à Paris comme premier secrétaire de Sir Francis Bertie, ambassadeur britannique en France. En avril 1912, il est nommé premier secrétaire d'ambassade à Saint-Pétersbourg, et dix-huit mois plus tard il est transféré à Madrid. Il retourne à Paris en mai 1916 où il passe le reste de la guerre.
Il fait partie de la délégation britannique de la conférence de Versailles jusqu'en septembre 1919, lorsqu'il est élevé au rang de conseiller et retourne à Londres. En novembre 1920, Eric Phipps est en poste à Bruxelles en tant que chargé d'affaires, puis, en novembre 1922, il est promu en tant que ministre plénipotentiaire en poste à Paris, servant souvent de chargé d'affaires en l'absence de l'ambassadeur.
En juin 1928, Phipps est nommé envoyé extraordinaire et ministre plénipotentiaire en Autriche.

## Ambassadeur en Allemagne
En 1933, Eric Phipps est nommé ambassadeur de Grande-Bretagne en Allemagne. Dans une certaine mesure, il a suivi des politiques connues plus tard sous le nom d'apaisement, car il croyait que la Société des Nations était la clé pour empêcher la prochaine guerre.
Cependant, dans certaines dépêches, il avertit le gouvernement britannique du caractère dangereux du régime. Le 31 janvier 1934, il dit à son ministre des Affaires étrangères :
La politique d'Hitler est simple et franche. Si ses voisins le lui permettent, il deviendra fort par les méthodes les plus simples et les plus directes. Le seul fait qu'il se rende impopulaire à l'étranger ne le dissuadera pas, car, comme il l'a dit dans un discours récent, il vaut mieux être respecté et craint qu'être faible et aimé. S'il constate qu'il ne suscite pas d'opposition réelle, le tempo de son avance s'accélérera. En revanche, s'il rencontre une forte opposition, il est peu probable qu'il risque à ce stade une pause.
Phipps donne plus tard un avertissement à propos de l'intensification de la force militaire allemande, dans une note du 1er avril 1935:
Espérons que chez eux nos pacifistes se rendront enfin compte que le monstre à croissance rapide du militarisme allemand ne sera pas apaisé par de simples roucoulements, mais sera seulement empêché de recourir à son « ultima ratio » par la connaissance que les pouvoirs qui désirent la paix sont aussi assez forts pour l'imposer.
La première année de son poste à Berlin, Phipps ne parvient à voir Hitler que quatre fois. Phipps lui-même considérait Hitler comme une sorte de code chiffré ou d'énigme ; il le voyait de diverses manières dans ses dépêches de retour à Londres comme plus modéré que ses partisans ou peut-être fou. En mai 1936, Phipps présente à Hitler le fameux « questionnaire », écrit en grande partie par son beau-frère, le sous-secrétaire d'État des Affaires étrangères, Sir Robert Vansittart,  
qui demandait sans détour si l'Allemagne entendait « respecter le statut territorial et politique existant de l'Europe » et était disposée à signer « de véritables traités ». Ni Hitler, ni aucun responsable allemand ne répondirent jamais à ce « questionnaire ».

## Ambassadeur en France
En 1937, Phipps est nommé ambassadeur à Paris.
Pendant son poste à Paris, Phipps épouse les vues du ministre français des affaires étrangères, Georges Bonnet, et la plupart de ses comptes rendus à Londres reflètent l'influence de Bonnet. Le 24 septembre 1938, au pic de la grande crise à propos de la Tchécoslovaquie, qui culmine avec les accords de Munich, Phipps rapporte à Londres: « Tout ce qui est le mieux à Paris est contre la guerre, presque à n'importe quel prix »; l'opposition à la paix est représentée par un « petit groupe belliciste bruyant et corrompu ». L'évaluation négative de Phipps de la volonté et de la capacité de la France à entrer en guerre avec l'Allemagne en 1938 a créé des doutes à Londres sur la valeur de la France en tant qu'alliée.
En octobre 1938, Bonnet entreprend une purge au Quai d'Orsay, mettant à l'écart un certain nombre de fonctionnaires opposés à sa politique. Au lendemain de la purge, Bonnet est félicité par Phipps pour avoir retiré les « bellicistes » René Massigli et Pierre Comert du Quai d'Orsay, mais il poursuit en se plaignant que Bonnet aurait dû limoger le secrétaire-général Alexis Saint-Léger Léger aussi. En réponse, Bonnet affirme que lui et Saint-Léger Léger s'étaient vus « les yeux dans les yeux ». Phipps, qui connaissait l'état des relations entre les deux, note sèchement que « dans ce cas, les yeux doivent être astigmates »
En november 1939, Phipps souffrant se retire à Wiltshire. Il meurt d'une embolie pulmonaire après une prostatectomie à la London Clinic (en) en 1945.

## Famille
Phipps épouse en premières noces Yvonne de Louvencourt en 1907, mais elle meurt en 1909 et il se remarie en 1911 avec Frances Ward, la fille du sculpteur Herbert Ward. Il a six enfants de cette seconde union:
1. Lieutenant-colonel Mervyn Phipps (1912-1983)
2. Lieutenant Alan Phipps RN (1915-1942; mort au combat à Leros), père du major-général Jeremy Phipps
3. Mary Phipps (née en 1923), épouse Bonar Sykes, fils de Sir Frederick Sykes et de sa femme, fille de l'ancien Premier ministre Bonar Law
4. Margaret Phipps (née en 1925), épouse to George Cary, fils du romancier irlandais Joyce Cary
5. John-Francis Phipps (né en 1933)
6. William Phipps (1936-2009), épouse Henrietta Frances Lamb (1931-2016), fille aînée du peintre Henry Lamb et de sa femme Lady Pansy Lamb (née Pakenham), sœur des 6e et 7e comtes de Longford[13].